# Championnats du monde juniors de ski alpin 2022
Navigation
Bansko 2021 Saint-Anton 2023
La 41e édition des Championnats du monde juniors de ski alpin se sont déroulés du 1er au 9 mars 2022 à Panorama Mountain Village au Canada. C'est la 3e fois que le Canada organisait ces Championnats du monde juniors, après 2006 et 2013 au Québec.
La compétition a duré onze jours pendant lesquels se sont déroulés onze épreuves : cinq épreuves individuelles masculines et féminines, et une épreuve par équipes mixtes.
Chez les hommes l'italien Giovanni Franzoni, tenant du titre en super G, s'impose cette année en descente et en combiné; il prend aussi la 3e place dans le super G. L'américain Isaiah Nelson s'impose en super G. Le suisse Franjo von Allmen remporte 3 médailles d'argent en descente, super G et combiné, à chaque fois très proche de la médaille d'or. Le norvégien Alexander Steen Olsen fait un sans-faute dans les épreuves techniques en remportant le slalom et le géant.
Chez les femmes, les championnats sont dominés par l'autrichienne Magdalena Egger qui remporte 3 médailles d'or en descente, super G et géant, ainsi que 2 médailles d'argent en combiné et en épreuve par équipes. La croate Zrinka Ljutić remporte le slalom et la française Marie Lamure s'empare du combiné. Enfin l'allemande Emma Aicher remporte 3 médailles d'argent en descente, géant et slalom.

## Podiums

### Hommes
| Épreuves                 | Or                            | Argent                    | Bronze                    |
| ------------------------ | ----------------------------- | ------------------------- | ------------------------- |
| Descente 4 mars 2022     | Giovanni Franzoni Italie      | Franjo von Allmen Suisse  | Luis Vogt Allemagne       |
| Super G 4 mars 2022      | Isaiah Nelson États-Unis      | Franjo von Allmen Suisse  | Giovanni Franzoni Italie  |
| Slalom géant 8 mars 2022 | Alexander Steen Olsen Norvège | Filippo Della Vite Italie | Lukas Passrugger Autriche |
| Slalom 9 mars 2022       | Alexander Steen Olsen Norvège | Fabian Ax Swartz Suède    | Linus Witte Allemagne     |
| Combiné 6 mars 2022      | Giovanni Franzoni Italie      | Franjo von Allmen Suisse  | -                         |
| Combiné 6 mars 2022      | Giovanni Franzoni Italie      | Marco Abbruzzese Italie   | -                         |

### Femmes
| Épreuves                 | Or                       | Argent                          | Bronze                     |
| ------------------------ | ------------------------ | ------------------------------- | -------------------------- |
| Descente 3 mars 2022     | Magdalena Egger Autriche | Emma Aicher Allemagne           | Lauren Macuga États-Unis   |
| Super G 5 mars 2022      | Magdalena Egger Autriche | Ava Sunshine Jemison États-Unis | Victoria Olivier Autriche  |
| Slalom géant 9 mars 2022 | Magdalena Egger Autriche | Emma Aicher Allemagne           | Zrinka Ljutić Croatie      |
| Slalom 8 mars 2022       | Zrinka Ljutić Croatie    | Emma Aicher Allemagne           | Moa Boström Mussener Suède |
| Combiné 6 mars 2022      | Marie Lamure France      | Magdalena Egger Autriche        | Aline Höpli Suisse         |

### Team Event
| Épreuves              | Or                                                                      | Argent                                                                  | Bronze                                                         |
| --------------------- | ----------------------------------------------------------------------- | ----------------------------------------------------------------------- | -------------------------------------------------------------- |
| Par équipes 7/03/2022 | Canada Cassidy Gray Etienne Mazelier Justine Lamontagne Raphaël Lessard | Autriche Victoria Olivier Joshua Sturm Magdalena Egger Lukas Passrugger | Suisse Delphine Darbellay Reto Mächler Delia Durrer Eric Wyler |

## Tableau des médailles
| Rang  | Nation     | Or | Argent | Bronze | Total |
| ----- | ---------- | -- | ------ | ------ | ----- |
| 1     | Autriche   | 3  | 2      | 2      | 7     |
| 2     | Italie     | 2  | 2      | 1      | 5     |
| 3     | Norvège    | 2  | 0      | 0      | 2     |
| 4     | États-Unis | 1  | 1      | 1      | 3     |
| 5     | Croatie    | 1  | 0      | 1      | 2     |
| 6     | Canada     | 1  | 0      | 0      | 1     |
| 6     | France     | 1  | 0      | 0      | 1     |
| 8     | Suisse     | 0  | 3      | 2      | 5     |
| 8     | Allemagne  | 0  | 3      | 2      | 5     |
| 10    | Suède      | 0  | 1      | 1      | 2     |
| Total | Total      | 11 | 12     | 10     | 33    |

## Résultats détaillés

### Hommes

#### Descente
| Place | Nom                    | Pays       | Temps   | Ecart |
| ----- | ---------------------- | ---------- | ------- | ----- |
| 1     | Giovanni Franzoni      | Italie     | 1:25,56 | -     |
| 2     | Franjo von Allmen      | Suisse     | 1:25,80 | 0,24  |
| 3     | Luis Vogt              | Allemagne  | 1:26,14 | 0,58  |
| 4     | Léo Ducros             | France     | 1:26,23 | 0,67  |
| 5     | Charles Gamel Seigneur | France     | 1:26,69 | 1,13  |
| 6     | Raphaël Lessard        | Canada     | 1:26,85 | 1,29  |
| 7     | Isaiah Nelson          | États-Unis | 1:27,35 | 1,79  |
| 8     | Jaakko Tapanainen      | Finlande   | 1:27,50 | 1,94  |
| 9     | Marco Abbruzzese       | Italie     | 1:27,56 | 2,00  |
| 10    | Tait Jordan            | Canada     | 1:27,57 | 2,01  |

#### Super G
| Place | Nom               | Pays       | Temps   | Ecart |
| ----- | ----------------- | ---------- | ------- | ----- |
| 1     | Isaiah Nelson     | États-Unis | 1:06,57 | -     |
| 2     | Franjo von Allmen | Suisse     | 1:06,70 | 0,13  |
| 3     | Giovanni Franzoni | Italie     | 1:06,98 | 0,41  |
| 4     | Marco Abbruzzese  | Italie     | 1:07,16 | 0,59  |
| 4     | Raphael Riederer  | Autriche   | 1:07,16 | 0,59  |
| 6     | Gerrit Van Soest  | Canada     | 1:07,30 | 0,73  |
| 7     | Rok Ažnoh         | Slovénie   | 1:07,44 | 0,87  |
| 8     | Gregorio Bernardi | Italie     | 1:07,49 | 0,92  |
| 9     | Cooper Puckett    | États-Unis | 1:07,73 | 1,16  |
| 10    | Léo Ducros        | France     | 1:07,87 | 1,30  |

#### Slalom géant
| Place | Nom                      | Pays      | Temps   | Ecart |
| ----- | ------------------------ | --------- | ------- | ----- |
| 1     | Alexander Steen Olsen    | Norvège   | 2:39,24 | -     |
| 2     | Filippo Della Vite       | Italie    | 2:39,84 | 0,60  |
| 3     | Lukas Passrugger         | Autriche  | 2:40,14 | 0,90  |
| 4     | Oscar Zimmer             | Norvège   | 2:40,26 | 1,02  |
| 5     | Giovanni Franzoni        | Italie    | 2:40,49 | 1,25  |
| 6     | Lukas Feurstein          | Autriche  | 2:40,52 | 1,28  |
| 7     | Joshua Sturm             | Autriche  | 2:40,70 | 1,46  |
| 8     | Simon Luca Wolf          | Allemagne | 2:40,72 | 1,48  |
| 9     | Raphaël Lessard          | Canada    | 2:40,82 | 1,58  |
| 10    | Christian Oliveira Søvik | Norvège   | 2:40,85 | 1,61  |

#### Slalom
| Place | Nom                     | Pays      | Temps   | Ecart |
| ----- | ----------------------- | --------- | ------- | ----- |
| 1     | Alexander Steen Olsen   | Norvège   | 1:13,11 | -     |
| 2     | Fabian Ax Swartz        | Suède     | 1:14,12 | 1,01  |
| 3     | Linus Witte             | Allemagne | 1:14,25 | 1,14  |
| 4     | Alban Elezi Cannaferina | France    | 1:14,54 | 1,43  |
| 5     | Joshua Sturm            | Autriche  | 1:14,68 | 1,67  |
| 6     | Eirik Hystad Solberg    | Norvège   | 1:14,98 | 1,87  |
| 7     | Lukas Ermeskog          | Suède     | 1:15,24 | 2,13  |
| 8     | Kilian Pramstaller      | Autriche  | 1:15,36 | 2,25  |
| 9     | Reto Mächler            | Suisse    | 1:15,52 | 2,41  |
| 10    | Shiro Aihara            | Japon     | 1:15,53 | 2,42  |

#### Combiné
| Place | Nom                      | Pays     | Temps   | Ecart |
| ----- | ------------------------ | -------- | ------- | ----- |
| 1     | Giovanni Franzoni        | Italie   | 2:02,88 | -     |
| 2     | Marco Abbruzzese         | Italie   | 2:02,94 | 0,06  |
| 2     | Franjo von Allmen        | Suisse   | 2:02,94 | 0,06  |
| 4     | Kilian Pramstaller       | Autriche | 2:03,29 | 0,41  |
| 5     | Reto Mächler             | Suisse   | 2:03,85 | 0,97  |
| 6     | Christian Oliveira Søvik | Norvège  | 2:03,98 | 1,10  |
| 7     | Filippo Della Vite       | Italie   | 2:04,06 | 1,18  |
| 8     | Lukas Passrugger         | Autriche | 2:04,10 | 1,22  |
| 9     | Logan Dunn               | Canada   | 2:04,43 | 1,55  |
| 10    | Léo Ducros               | France   | 2:04,50 | 1,62  |

### Femmes

#### Descente
| Place | Nom              | Pays       | Temps   | Ecart |
| ----- | ---------------- | ---------- | ------- | ----- |
| 1     | Magdalena Egger  | Autriche   | 1:28,33 | -     |
| 2     | Emma Aicher      | Allemagne  | 1:28,46 | 0,13  |
| 3     | Lauren Macuga    | États-Unis | 1:28,58 | 0,25  |
| 4     | Delia Durrer     | Suisse     | 1:28,68 | 0,27  |
| 5     | Alena Labaštová  | Tchéquie   | 1:28,93 | 0,60  |
| 5     | Lisa Nyberg      | Suède      | 1:28,93 | 0,60  |
| 7     | Amanda Salzgeber | Autriche   | 1:29,33 | 1,00  |
| 8     | Victoria Olivier | Autriche   | 1:29,47 | 1,14  |
| 9     | Viktoria Bürgler | Autriche   | 1:29,79 | 1,46  |
| 10    | Vicky Bernardi   | Italie     | 1:29,82 | 1,49  |

#### Super G
| Place | Nom                  | Pays       | Temps   | Ecart |
| ----- | -------------------- | ---------- | ------- | ----- |
| 1     | Magdalena Egger      | Autriche   | 1:08,34 | -     |
| 2     | Ava Sunshine Jemison | États-Unis | 1:08,79 | 0,45  |
| 3     | Victoria Olivier     | Autriche   | 1:09,05 | 0,71  |
| 4     | Emma Aicher          | Allemagne  | 1:09,19 | 0,85  |
| 5     | Alena Labaštová      | Tchéquie   | 1:09,28 | 0,94  |
| 6     | Cassidy Gray         | Canada     | 1:09,37 | 1,03  |
| 7     | Sarah Bennett        | Canada     | 1:09,38 | 1,04  |
| 8     | Delia Durrer         | Suisse     | 1:09,39 | 1,05  |
| 9     | Delphine Darbellay   | Suisse     | 1:09,55 | 1,21  |
| 10    | Anna Schillinger     | Allemagne  | 1:09,63 | 1,29  |
| 11    | Marion Chevrier      | France     | 1:09,78 | 1,44  |

#### Slalom géant
| Place | Nom              | Pays      | Temps   | Ecart |
| ----- | ---------------- | --------- | ------- | ----- |
| 1     | Magdalena Egger  | Autriche  | 2:31,02 | -     |
| 2     | Emma Aicher      | Allemagne | 2:31,24 | 0,22  |
| 3     | Zrinka Ljutić    | Croatie   | 2:32,03 | 1,01  |
| 4     | Lisa Nyberg      | Suède     | 2:32,24 | 1,22  |
| 5     | Annette Belfrond | Italie    | 2:32,33 | 1,31  |
| 6     | Erika Pykäläinen | Finlande  | 2:32,72 | 1,70  |
| 7     | Noa Szőllős      | Israël    | 2:32,75 | 1,73  |
| 8     | Sarah Bennett    | Canada    | 2:32,94 | 1,92  |
| 9     | Britt Richardson | Canada    | 2:32,98 | 1,96  |
| 10    | Liv Ceder        | Suède     | 2:33,00 | 1,98  |

#### Slalom
| Place | Nom                  | Pays       | Temps   | Ecart |
| ----- | -------------------- | ---------- | ------- | ----- |
| 1     | Zrinka Ljutić        | Croatie    | 1:39,88 | -     |
| 2     | Emma Aicher          | Allemagne  | 1:40,72 | 0,84  |
| 3     | Moa Boström Müssener | Suède      | 1:41,09 | 1,21  |
| 4     | Marie Lamure         | France     | 1:41,27 | 1,39  |
| 5     | Annette Belfrond     | Italie     | 1:41,55 | 1,67  |
| 6     | Lisa Nyberg          | Suède      | 1:41,65 | 1,77  |
| 7     | Rosa Pohjolainen     | Finlande   | 1:41,69 | 1,81  |
| 8     | Beatrice Sola        | Italie     | 1:41,75 | 1,87  |
| 9     | Ava Sunshine Jemison | États-Unis | 1:41,99 | 2,11  |
| 10    | Caitlin McFarlane    | France     | 1:42,03 | 2,15  |

#### Combiné
| Place | Nom                  | Pays       | Temps   | Ecart |
| ----- | -------------------- | ---------- | ------- | ----- |
| 1     | Marie Lamure         | France     | 2:03,73 | -     |
| 2     | Magdalena Egger      | Autriche   | 2:04,10 | 0,37  |
| 3     | Aline Höpli          | Suisse     | 2:04,37 | 0,64  |
| 4     | Lisa Nyberg          | Suède      | 2:04,52 | 0,79  |
| 5     | Zrinka Ljutić        | Croatie    | 2:04,54 | 0,81  |
| 6     | Rosa Pohjolainen     | Finlande   | 2:04,68 | 0,95  |
| 7     | Sarah Bennett        | Canada     | 2:04,72 | 0,99  |
| 8     | Ava Sunshine Jemison | États-Unis | 2:04,78 | 1,05  |
| 9     | Noa Szőllős          | Israël     | 2:05,26 | 1,53  |
| 10    | Kim Marschel         | Allemagne  | 2:05,47 | 1,74  |

## Classement du trophéeMarc Hodler
Ce Trophée permet de classer les nations en fonction des résultats (par top 10) et détermine les futures places allouées aux nations en catégories juniors.
Le classement final est le suivant :
| Rang | Nation     | Points |
| 1    | Autriche   | 99     |
| 2    | Italie     | 82     |
| 3    | Suisse     | 63     |
| 4    | Allemagne  | 55     |
| 5    | Suède      | 50     |
| 6    | États-Unis | 45     |
| 7    | Canada     | 43     |
| 8    | France     | 41     |
| 8    | Norvège    | 41     |
| 10   | Croatie    | 24     |
| 11   | Finlande   | 23     |
| 12   | Tchéquie   | 12     |
| 13   | Slovénie   | 4      |
| 14   | Espagne    | 2      |
| 15   | Japon      | 1      |